# Ivan Brndiar
Ivan Brndiar (26. září 1944, Revúca – 21. listopad 2005) byl poslancem SNR zvoleným za Demokratickou stranu ve volebním období 1990–1992. Působil ve Výboru SNR pro národnosti, etnické skupiny a lidská práva. V letech 1998–1999 byl předsedou Demokratické strany.